# Negrowa

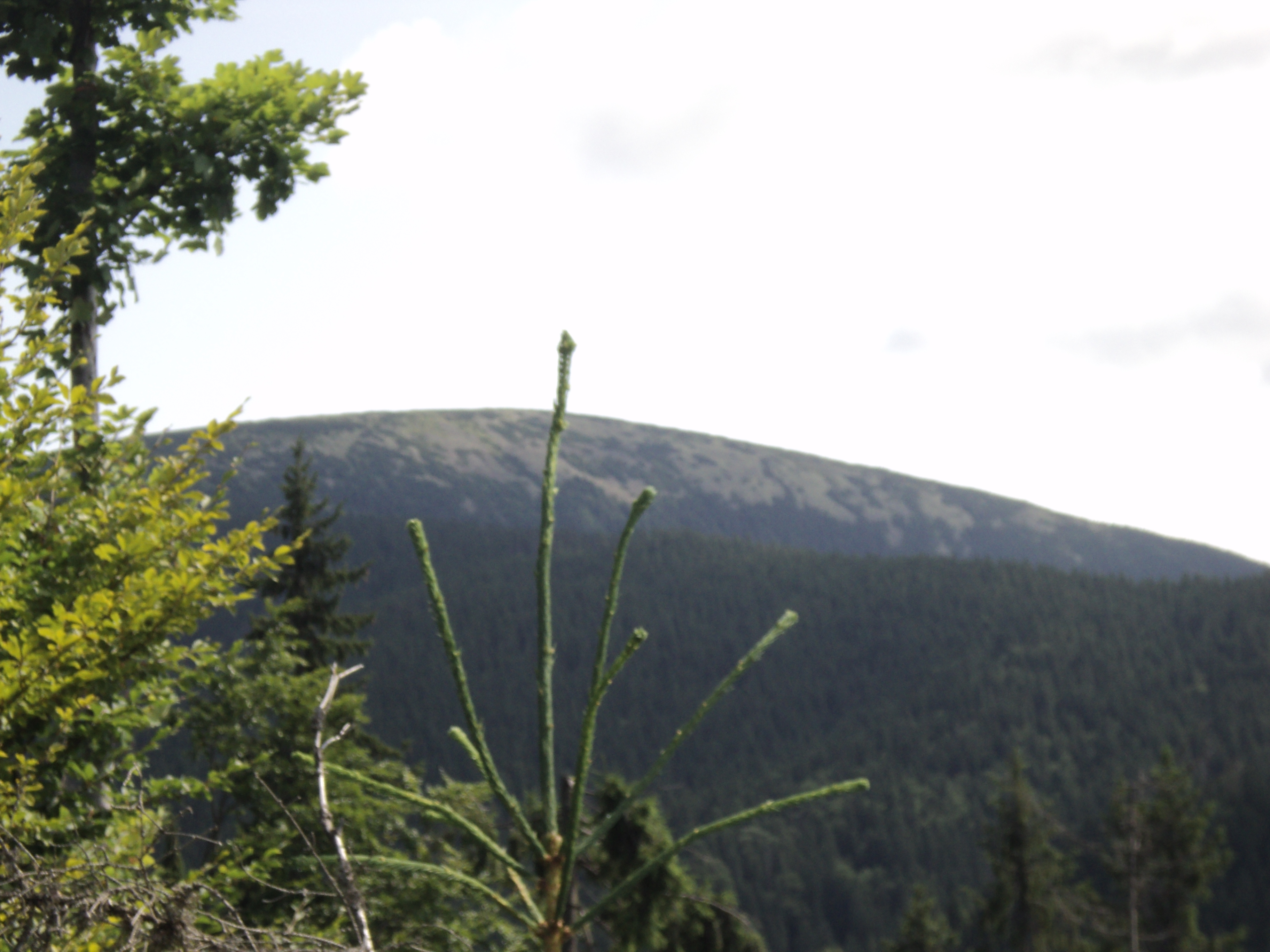
Negrowa szczyt

Negrowa (ukr. Неґрова lub Негрова, Nehrowa) – szczyt górski w Gorganach Środkowych położony na terenie ukraińskiego obwodu iwanofrankiwskiego.

## Topografia
Szczyt znajduje się w środkowej części Gorganów, w kilkunastokilometrowym grzbiecie biegnącym od Kruhłej (1451 m) na zachodzie przez Negrową, Bojaryn (1675 m), Gawor (1551 m), Heczurę (1423 m), Łysą (1426 m), aż po Maksymiec (1429) i zamkniętym na południowym wschodzie doliną Bystrzycy Nadwórniańskiej. Grzbiet ten na północnym zachodzie oddzielony jest siodłem przełęczy Ruszczyna oraz doliną Bystrzycy Sołotwińskiej od najwyższej w Gorganach Sywuli. Od południowego zachodu przez dolinę potoku Sałatruk sąsiaduje z grzbietem Taupiszyrki. Sama Negrowa wznosi się na wysokość 1604 m n.p.m. (według innych danych: 1602) przy wybitności równej 96 m. Wierzchołek jest wydłużony, z kulminacją po stronie wschodniej. Stoki północne bardziej strome od południowych. Na tych ostatnich znajduje się Połonina Negrowa. Sam szczyt pokrywa kosodrzewina.
Z Negrowej rozciąga się szeroka panorama obejmująca poza Gorganami także szereg innych grup górskich. Na północnym wschodzie dominuje Mała Sywula oraz Ihrowiec. Od północy ku wschodowi widok obejmuje niższe partie Gorganów w oddali przechodzące w pogórskie Beskidy Brzeżne. Na wschodzie widok przesłonięty jest przez pobliski wyższy Bojaryn, jednak dalej w stronę południowego wschodu widoczne są Kozi Gorgan, Poleński i Doboszanka. Kierując się na południe, na drugim planie dostrzec można Czarnohorę ze szczytami Brebeneskułu, Howerli i Petrosa. Po stronie południowej widoczna jest tzw. Połonina Czarna (Czarna Klewa, Bratkowska Duża), której szczyty przeplatają się z odleglejszymi wierzchołkami takimi jak Bliźnica w paśmie Świdowca czy Farcău w Karpatach Marmaroskich. Panorama na południowym zachodzie obejmuje na dalszym planie grzbiet Połoniny Czerwonej (Mała Klimowa, Klimowa, Gropa, Syhłański) przechodzący ku wschodowi w położone bliżej szczyty Gorganów: Bert, Busztuł czy Strymba. Dalej, od wschodu po północny wschód widoczne są gorgańskie wierzchołki takie jak Negrowiec, Koniec Gorganu, Koretwina, Popadia i Parenki.

## Ochrona przyrody i turystyka
Wierzchołek oraz zbocza północne znajdują się w granicach Parku Narodowego „Syniohora”. Na południowych zboczach funkcjonuje natomiast utworzony w 2008 roku rezerwat krajobrazowy miejscowego znaczenia „Nehrowa” (Ландшафтний заказник місцевого значення «Негрова») o powierzchni 47 ha.
Południowe stoki Negrowej i Bojaryna trawersuje znakowany na czerwono Wschodniokarpacki Szlak Turystyczny powtarzający w tym miejscu przebieg polskiego szlaku z lat 30. XX wieku. Jednocześnie na sam wierzchołek nie prowadzi żaden znakowany szlak turystyczny.

## Nazwa
Nazwę Negrowa utworzono poprzez uzupełnienie wschodnioromańskiego antroponimu Negru (por. rum. negru – „czarny”) ukraińskim przyrostkiem dzierżawczym -ов(а) (-ow(a)). Początkowo odnosiła się do połoniny (Полонина Неґрова, Połonyna Negrowa) i dopiero później została przeniesiona na pobliski szczyt.